# Bystřice u Benešova
Bystřice u Benešova − miasto w Czechach, w kraju środkowoczeskim. Według danych Czeskiego Urzędu Statystycznego z dnia 1 stycznia 2017 liczy 4339 mieszkańców.

## Demografia
| Rok             | 1970 | 1980 | 1991 | 2001 | 2003 | 2017 |
| --------------- | ---- | ---- | ---- | ---- | ---- | ---- |
| Liczba ludności | 4241 | 3845 | 3803 | 3872 | 3993 | 4339 |

Źródło: Czeski Urząd Statystyczny